# Miasto Ploče
Miasto Ploče (chorw. Grad Ploče) – jednostka administracyjna w Chorwacji, w żupanii dubrownicko-neretwiańskiej. W 2011 roku liczyła 10 135 mieszkańców.

## Miejscowości
W skład jednostki wchodzą następujące miejscowości:
- Baćina
- Banja
- Komin
- Peračko Blato
- Plina Jezero
- Ploče
- Rogotin
- Šarić Struga
- Staševica